# Heinrich Paal
Heinrich Paal (né le 26 juin 1895 à Rakvere à l'époque dans l'Empire russe et aujourd'hui en Estonie, et mort le 18 décembre 1941 à Kirov à l'époque en URSS et aujourd'hui en Russie) est un joueur de football international estonien, qui évoluait au poste d'attaquant.
Il meurt après avoir été déporté dans un goulag stalinien.

## Biographie

### Carrière en club
Heinrich Paal joue en faveur du Tallinna Sport entre 1920 et 1930. Il remporte avec cette équipe six titres de champion d'Estonie.

### Carrière en sélection
Heinrich Paal reçoit 37 sélections en équipe d'Estonie entre 1920 et 1930, inscrivant cinq buts.
Il joue son premier match en équipe nationale le 17 octobre 1920, en amical contre la Finlande (défaite 6-0 à Helsinki). Il marque son premier but le 24 juin 1923, en amical contre la Lituanie (victoire 0-5 à Kaunas). Il inscrit son deuxième but un mois plus tard, en amical contre la Lettonie (match nul 1-1 à Tallinn).
Le 1er juillet 1927, il marque son troisième but, en amical contre la Suède (défaite 3-1 à Norrköping). Il inscrit son quatrième but le 12 août 1928, en amical contre la Finlande (match nul 2-2 à Helsinki). Son dernier est inscrit le 18 septembre 1929, lors d'un match amical contre la Lettonie (victoire 4-1 à Tallinn). Il reçoit sa dernière sélection le 13 septembre 1930, en amical contre la Lituanie (défaite 4-0 à Klaipėda).
Il participe avec l'équipe d'Estonie aux Jeux olympiques de 1924. Lors du tournoi olympique organisé à Paris, il joue un match contre les États-Unis (défaite 1-0 au Stade Pershing).
A trois reprises, il est capitaine de la sélection estonienne (une fois en 1922 et deux fois en 1930).

## Palmarès
Tallinna Sport
- Championnat d'Estonie (6) : 
  - Champion : 1921, 1922, 1924, 1925, 1927 et 1929.
  - Vice-champion : 1926 et 1930.
  - Meilleur buteur : 1921 (3 buts).